# Feital
Feital ist eine ehemalige Gemeinde (Freguesia) im portugiesischen Kreis Trancoso. Die Gemeinde hatte 78 Einwohner (Stand 30. Juni 2011).
Am 29. September 2013 wurden die Gemeinden Feital und Vila Franca das Naves zur neuen Gemeinde União das Freguesias de Vila Franca das Naves e Feital zusammengeschlossen.